# Niet meer dan anders
Het Niet Meer Dan Anders principe betreft het uitgangspunt dat voor de warmtelevering, met bijvoorbeeld stadsverwarming of warmtepompen, een tarief wordt gevraagd voor de warmte, zodanig dat het gemiddeld niet meer kost dan een vergelijkbare situatie met een aardgasgestookte HR ketel. Dit is zo vastgelegd in de Warmtewet van 2014.
Kosten voor eventueel gehuurde warmtewisselaars en warmtemeters vallen niet onder dit principe en worden apart afgerekend.
Er wordt uitgegaan van een gemiddelde gebruiker.